# Batalla dels Penya-segats Rojos
La batalla dels Penya-segats Rojos, coneguda també com la batalla de Chibi, (xinès tradicional: 赤壁之戰, xinès simplificat: 赤壁之战, pinyin: Chìbì zhī zhàn) fou una batalla decisiva del final de la dinastia Han (汉朝), immediatament abans del període dels Tres Regnes de la Xina (中国).
La batalla va ser lliurada a l'hivern del 208 al 209  entre les forces aliades del sud dels senyors de la guerra Liu Bei (刘备) i Sun Quan (孙权), i les forces molt superiors en nombre del senyor de la guerra del nord Cao Cao (曹操). Liu Bei i Sun Quan frustraren amb èxit l'esforç de Cao Cao per conquerir les terres al sud del riu Iang-Tsé (扬子江) i reunificar el territori de la Dinastia Han Oriental. La victòria aliada en els Penya-segats Rojos va garantir la supervivència de Liu Bei i Sun Quan, i els va donar el control del riu Iang-Tsé i una línia de defensa que va ser la base per a la posterior creació dels dos regnes del sud: Shu Han (蜀漢) i Wu Oriental (吳).
Les descripcions de la batalla difereixen àmpliament en els seus detalls i de la localització exacta del lloc en què es va produir, i és intensament debatuda. Tot i que la seva ubicació exacta segueix sent incerta, la majoria de les conjectures acadèmiques la situen a la riba sud del riu Iang-Tsé, al sud-oest de l'actual Wuhan (武汉) i al nord-est de Baqiu (actual Yueyang (岳阳市), província de Hunan (湖南)). El relat més detallat de la batalla es troba en la biografia de Zhou Yu (周瑜) recollida en els textos històrics del segle iii («Registres dels Tres Regnes», de Chen Shou (陳壽)). Un relat exagerat i romàntic de la batalla és l'esdeveniment central del «Romanç dels Tres Regnes» de Luo Guanzhong (罗贯中), una de les quatre novel·les clàssiques de la literatura de la Xina.

## Antecedents
A finals del segle iii dC, la Dinastia Han, que havia governat la Xina durant gairebé quatre segles (encara que amb una interrupció de 16 anys en què el regne va estar dividit entre est i oest), s'estava enfonsant. Han Xian Di (漢獻帝) havia estat un governant sense poder efectiu des del 189, ja que no controlava els territoris de diversos senyors de la guerra. Un dels senyors de la guerra més poderosos era Cao Cao, qui l'any 207 havia unificat el nord de la Xina i controlava tota la plana septentrional del regne. A l'hivern d'aquest any va completar una reeixida campanya contra els wu-huan (乌桓), un poble nòmada mongol, i va assegurar així la seva frontera nord. A la seva tornada al 208 va ser proclamat Canceller Imperial de Han, una posició que li va garantir autoritat absoluta sobre tot el govern imperial. Poc després, a la tardor del 208, el seu exèrcit va començar una campanya cap al sud.
Controlar el riu Iang-Tsé al seu pas per la província de Jing (les actuals províncies de Hubei (湖北) i Hunan (湖南)) era clau per a l'èxit de la seva estratègia, ja que si Cao Cao tenia alguna esperança de reunificar l'escindit Imperi Han havia d'assegurar el curs mitjà del riu i l'estratègica base naval de Jiangling (江陵) com a forma d'accés a les regions del sud. Dos senyors de la guerra controlaven les regions del Iang-Tsé que eren claus per a l'èxit de Cao Cao: 
- Liu Biao (刘表), governador de la província de Jing que dominava la zona oest de la desembocadura del riu Han (漢水), al voltant de la ciutat de Xiakou (夏口) i tots els territoris al sud d'aquesta.
- Sun Quan (孙权), governant de la riba est del riu Han i de tots els territoris al sud-est del riu.[6]

Un tercer aliat, Liu Bei (刘备), estava vivint refugiat amb Liu Biao a la caserna de Fancheng (l'actual Xiangyang (襄阳)) després d'haver fugit des del nord-est a la província de Jing a causa d'un fallit complot per assassinar Cao Cao i restaurar el poder de la dinastia imperial.

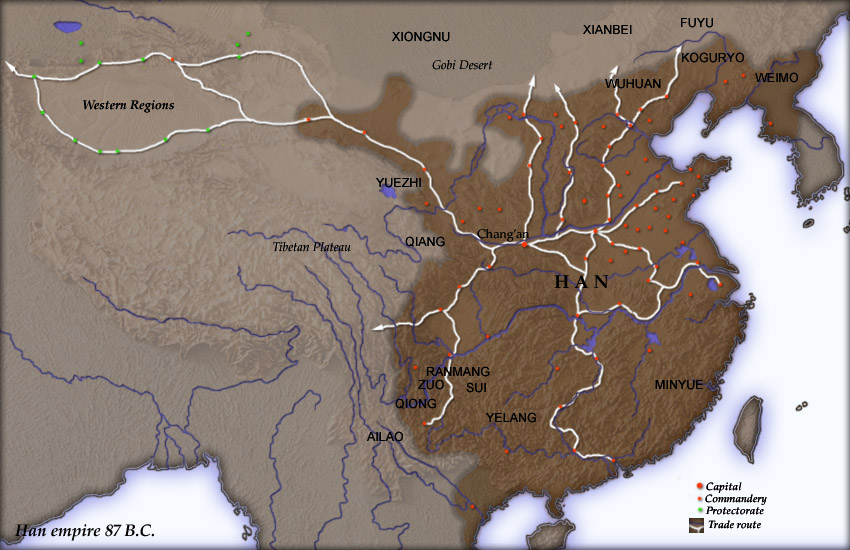
Mapa del territori de la Dinastia Han

Les etapes inicials de la campanya van ser un èxit rotund de Cao Cao, ja que el govern de la província de Jing s'havia afeblit considerablement i els seus exèrcits estaven esgotats pel conflicte amb Sun Quan al sud. A més, s'havien creat diverses faccions en suport dels dos fills de Liu Biao. Una vegada que es va imposar el seu fill menor, Liu Biao va desposseir al major Liu Qi (刘琦), que va partir per assumir la Comandància de Jiangxia (l'actual comtat Yunmeng (云梦县)). Liu Biao va morir de malaltia només unes setmanes després, quan Cao Cao avançava des del nord, i davant d'aquestes circumstàncies el seu fill menor i successor Liu Cong (刘琮) es va rendir ràpidament. Amb això, Cao Cao va assegurar Jiangling i es va fer amb una gran flota, una base militar molt important i un port avançat pels seus vaixells.
Quan la província Jing va caure, Liu Bei va fugir ràpidament al sud en companyia d'una població refugiada de civils i soldats. Aquest èxode desorganitzat va ser perseguit per la cavalleria d'elit de Cao Cao, que li va donar abast, el va envoltar i va derrotar en la batalla de Changban (长坂之战), prop de l'actual Dangyang (当阳). No obstant això, Liu Bei va poder escapar i va fugir cap a l'est, a Xiakou, on es va posar en contacte amb Lu Su (魯肅), assessor i general militar de Sun Quan. En aquest punt els relats històrics són inconsistents; Lu Su va poder animar a Liu Bei a marxar més a l'est, fins a Fankou (樊口).  En qualsevol cas, a Liu Bei se li van unir més tard Liu Qi i les lleves de la comanderia de Jiangxia, mentre que el principal assessor de Liu Bei, Zhuge Liang (诸葛亮), va ser enviat a Chaisang (柴桑) a negociar la formació d'un front comú amb l'estat de Wu (吳) contra Cao Cao.
Per quan va arribar Zhuge Liang, Cao Cao ja havia enviat a Sun Quan una carta presumint de comandar un exèrcit de 800.000 homes i demanant la seva rendició. La facció liderada per l'oficial en cap de Sun Quan, Zhang Zhao (张昭), va advocar per la rendició en vista de l'aclaparadora superioritat numèrica de l'exèrcit de Cao Cao. No obstant això, en diverses ocasions Lu Su, Zhuge Liang i el comandant en cap de Sun Quan, Zhou Yu (周瑜), van presentar arguments per convèncer Sun Quan d'unir-se a l'aliança contra els del nord. Sun Quan va decidir finalment anar a la guerra, arrencant un tros de la seva taula durant una reunió i deixant clar que «qualsevol que encara s'atrevís a advocar per la rendició seria tractat igual que aquesta taula», i va encomanar a Zhou Yu, Cheng Pu (程普) i Lu Su a marxar amb 30.000 homes per ajudar a Liu Bei contra Cao Cao.
Tot i que Cao Cao s'havia vanat en la seva carta d'estar al comandament de 800.000 homes, Zhou Yu va estimar que el nombre real dels seus efectius estava més a prop de 220.000. D'altra banda, aquest total incloïa 70.000 soldats procedents de l'exèrcit del recentment mort Liu Biao, de manera que la moral i lleialtat de moltes de les forces de Cao Cao no era clara. Amb els 20.000 soldats que Liu Bei havia reunit, l'aliança comptava amb uns 50.000 homes que van ser entrenats i preparats per a la batalla.

## Batalla

Mapa de la Batalla dels Penya-segats, amb els moviments de les forces implicades i la retirada de Cao Cao (també es mostra la batalla de Changban).

La batalla dels Penya-segats Rojos es va desenvolupar en tres etapes: 
- una escaramussa inicial en els penya-segats seguida d'una retirada cap als camps de batalla Wulin (乌林), a la riba nord-oest del riu Iang-Tsé.
- una batalla naval decisiva.
- la desastrosa retirada de Cao Cao al llarg del camí de Huarong (华容).

La força combinada de Sun Quan i Liu Biao va navegar aigües amunt des Xiakou o Fankou fins als Penya-segats Vermells, on es van trobar amb la força d'avantguarda de Cao Cao. Delmats per les malalties i la baixa moral a causa de les marxes forçades que havien emprès per la seva llarga campanya cap al sud, els homes de Cao Cao no van poder obtenir avantatge en la petita escaramussa en els penya-segats i es van haver de retirar a Wulin, al nord del riu Iang-Tsé, mentre que els aliats van fer el mateix cap al sud.
Cao Cao havia amarrat els seus vaixells de proa a popa, possiblement amb l'objectiu de reduir el mareig dels homes de la seva marina de guerra, procedents del nord i poc acostumats a navegar. En observar això, el comandant de divisió Huang Gai (黄盖) va enviar una carta a Cao Cao simulant rendir-se i va preparar un esquadró  de «vaixells de guerra d'assalt coberts» (mengchong doujian, 蒙衝鬥艦).  Els vaixells havien estat convertits en naus incendiàries omplint-los amb feixos de llenya, canyes seques i oli. Quan el «rendit» esquadró de Huang Gai va arribar a la meitat del riu, els mariners van calar foc als vaixells abans de fugir en petits bots. Les naus incendiades sense tripulants, empeses pel vent del sud-est, es van dirigir fins a la flota de Cao Cao i la van incendiar. En molt poc temps les flames es van estendre i molts homes i cavalls van morir cremats o ofegats.
Després de la commoció inicial, Zhou Yu i els aliats van conduir l'assalt amb una força lleugerament armada. L'exèrcit nord va caure en la confusió i va ser totalment derrotat. En veure la desesperada situació, Cao Cao va emetre l'ordre de retirada general i va destruir els vaixells que li restaven abans de replegar-se.
L'exèrcit de Cao Cao va intentar una retirada pel camí de Huarong, amb un llarg tram que travessava les terres pantanoses del nord del llac Dongting (洞庭湖). Les fortes pluges havien convertit el camí en un espès fangar, molt traïdor per als soldats malalts, que havien de portar fardells d'herba a l'esquena amb la finalitat d'estendre'ls sobre el fang i permetre el pas dels genets. Molts d'aquests soldats es van ofegar en el fang o van ser trepitjats fins a la mort en l'esforç. Per a més desgràcia de l'exèrcit de Cao Cao, els aliats liderats per Zhou Yu i Liu Bei els van perseguir per terra i aigua fins que van arribar a la Comanderia de Nan (南郡), que junt a la fam i a les malalties, van delmar les forces restants de Cao Cao. Aquest es va retirar al nord, a la seva base de Ye, deixant a Cao Ren (曹仁) i a Xu Huang (徐晃) per protegir Jiangling, a Yue Jin (乐进) estacionat en Xiangyang i a Man Chong (满宠) en Dangyang.
El contraatac dels aliats podia haver vençut a Cao Cao i a les seves forces per complet, però el seu creuament del riu Iang-Tsé es va produir en el caos i els exèrcits aliats que van convergir en les seves ribes van lluitar amb un nombre limitat de transbordadors. Per restablir l'ordre, un destacament dirigit pel general aliat Gan Ning (甘宁) va crear un cap de pont al nord, a Yiling (夷陵), mentre que només amb una ferma direcció de Cao Ren va prevenir noves catàstrofes en la rereguarda.

## Anàlisi

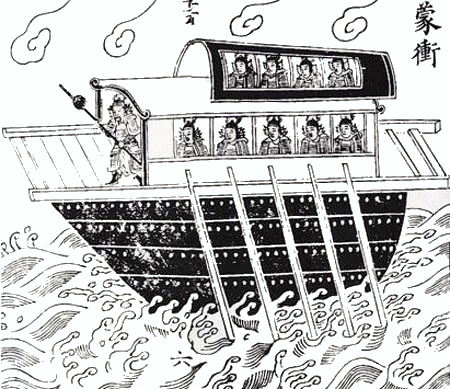
Un tipus de vaixell usat en la batalla, els mengchong (蒙衝): vaixell de guerra cobert de cuir i dissenyat per a trencar les línies enemigues.

Una combinació dels errors estratègics de Cao Cao i l'efectivitat de l'ardit de Huang Gai havien donat com a resultat la victòria aliada en els Penya-segats Rojos. Zhou Yu havia observat prèviament que els generals i als soldats de Cao Cao, que comprenien majorment cavalleria i infanteria, tenien poca o cap experiència en guerra naval. Cao Cao també va tenir poc suport entre el poble de la Província de Jing i, per tant, no tenia una base d'operacions avançades segura. Tot i la visió estratègica que Cao Cao havia mostrat en anteriors campanyes i batalles, en aquest cas havia assumit que simplement la superioritat numèrica podria derrotar a la flota de Sun Quan i Liu Biao.
El primer error tàctic de Cao Cao va ser convertir el seu enorme exèrcit d'infanteria i cavalleria en un cos de marina i armada: amb tan sols uns dies d'exercicis abans de la batalla, les tropes de Cao Cao van ser devastades pel mareig i per falta d'experiència en l'aigua.
Les malalties tropicals, davant les quals els del sud eren immunes des de feia molt temps, es van acarnissar amb els soldats del nord, i els seus efectes debilitants es van estendre per tots els campaments de les forces de Cao Cao. Tot i ser nombrosos, els homes del senyor de la guerra del nord estaven exhausts per l'entorn poc familiar i per la durada de la campanya cap al sud, i com Zhuge Liang va observar: «Fins i tot una fletxa poderosa al final del seu vol no podrà penetrar una tela de seda ».
La preparació inusualment pobra i els errors de càlcul de Cao Cao durant aquesta campanya van poder deure en part a la recent mort del seu estrateg i assessor Guo Jia (郭嘉). El mateix Cao Cao havia comentat: «Si Guo Jia hagués estat amb nosaltres no ens hauríem ficat en tants problemes». Un altre conseller clau, Xu Jia (贾詡), havia recomanat després de la rendició de Liu Cong que els exhausts exèrcits rebessin temps per descansar i refer-se abans de combatre a les forces de Sun Quan i Liu Bei, però Cao Cao no va fer cas. Els mateixos pensaments de Cao Cao recordant els seus errors en els Penya-segats Vermells suggereixen que van ser les seves pròpies accions i desgràcies les responsables de la derrota, en comptes de les estratègies emprades pels seus enemics a la batalla: «... Va ser només per la malaltia pel que vaig cremar les meves naus i em vaig retirar. Està fora de tota raó que Zhou Yu es quedi amb tot el crèdit per a si mateix».

## Conseqüències

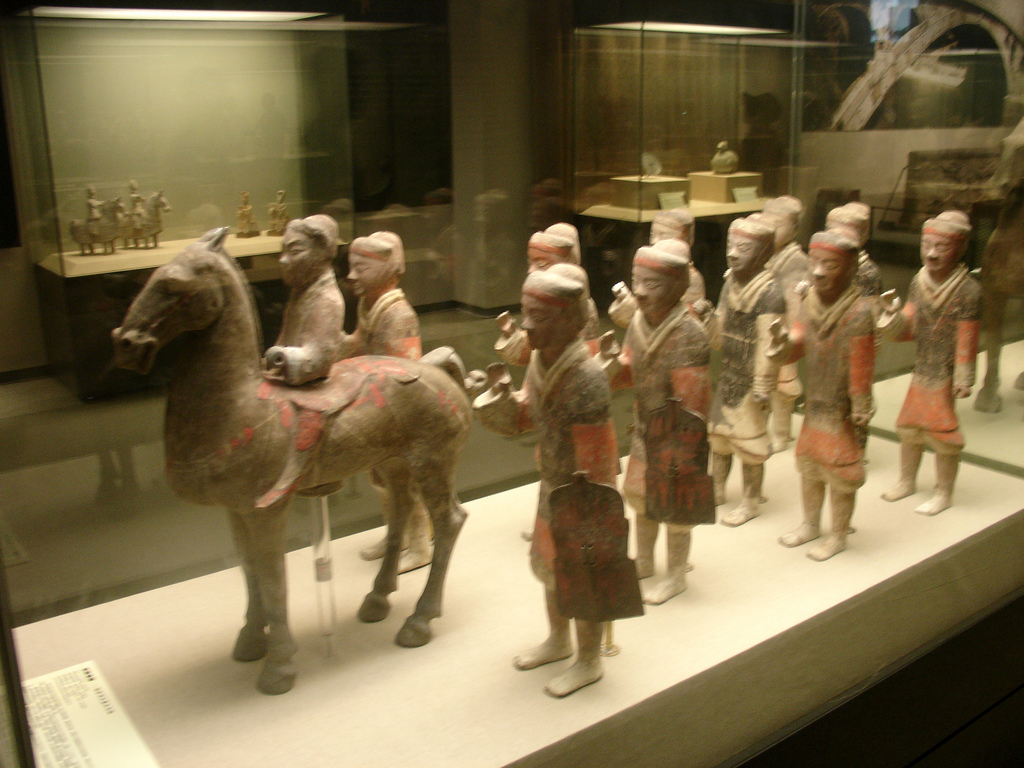
Estàtues de ceràmica pintada de la dinastia Han que representen cavalleria xinesa i deu infants amb armadura, escuts i armes

Per a finals de 209 el lloc avançat que Cao Cao havia establert en Jiangling havia caigut en mans de Zhou Yu, i les fronteres de les terres sota control de Cao Cao es van contraure prop de 160 km, a l'àrea al voltant de Xiangyang. Liu Bei, per contra, havia guanyat terreny al fer-se càrrec de les quatre comanderies: Wuling (武陵), Changsha (长沙), Lingling (零陵) i Guiyang (贵阳); al sud del riu Iang-Tsé.
Les tropes de Sun Quan havien sofert moltes més baixes que les de Liu Bei en el prolongat conflicte contra Cao Ren després de la Batalla dels Penya-segats Rojos  i la mort de Zhou Yu en 210 va donar lloc a un debilitament dràstic de la força de Sun Quan a la província de Jing. Liu Bei també va ocupar la província de Jing que acabava de perdre Cao Cao, una àrea estratègica i naturalment fortificada del riu Iang-Tsé, que Sun Quan va reclamar per a si. El control de la província de Jing li va donar a Liu Bei un accés virtualment il·limitat al pas cap al regne Shu i les importants vies fluvials del regne Wu, així com el domini de tot el sud del riu Iang-Tsé.
Cao Cao mai va tornar a comandar una flota tan gran com ho havia fet en Jiangling, ni se li va presentar una oportunitat similar per destruir als seus rivals del sud.
La batalla dels Penya-segats Rojos i la captura de la província de Jing per Liu Bei va confirmar la separació del sud de la Xina del cor del nord, la vall del riu Groc (黃河), i també va anunciar un eix nord-sud d'hostilitats que va durar durant segles.

## Ubicació

Tres possibles localitzacions de la Batalla dels Penya-segats Rojos.

La ubicació exacta del camp de batalla dels Penya-segats Rojos ha estat objecte de debats tant populars com acadèmics, però mai ha estat establerta de forma concloent. Els debats acadèmics s'han perllongat almenys durant 1.350 anys, en els quals s'han proposat diversos llocs alternatius.
Hi ha motius fundats per rebutjar almenys algunes d'aquestes propostes, però quatre localitzacions possibles són debatudes encara. D'acord amb Zhang, molts dels debats actuals es deriven del fet que el curs i la longitud del riu Iang-Tsé entre Wuli i Wuhan han canviat des de les dinasties Sui (隋朝) i Tang (唐朝).
El debat actual també es complica pel fet que determinats llocs clau ha canviat de topònim amb el pas dels segles. Per exemple, tot i que la ciutat moderna Huarong (华容县) es troba a Hunan, al sud del riu Iang-Tsé, mentre que al segle iii dC la ciutat d'aquest nom es trobava a l'est de Jiangling, bastant al nord del riu. D'altra banda, un lloc candidat, Puqi (蒲圻), va passar a anomenar-se «Ciutat Chibi» (赤壁市) el 1998 en un intent directe per vincular-ho amb el camp de batalla.
Els registres històrics indiquen que les forces de Cao Cao es van retirar cap al nord creuant el riu Iang-Tsé després de l'escaramussa inicial en els Penya-segats Rojos, situant inequívocament el lloc de la batalla a la riba sud del Iang-Tsé. Aquesta és la raó per la qual nombrosos historiadors i geògrafs han descartat diversos llocs del marge nord del curs fluvial. Els relats històrics també estableixen els límits est i oest en un tram del riu Iang-Tsé, i que abasten tots els llocs possibles per al camp de batalla. Les forces aliades van viatjar riu amunt des Fankou o Xiakou. Ja que el Iang-Tsé flueix més o menys cap a l'est, cap a l'oceà (amb meandres a nord-est i sud-est) els Penya-segats Rojos havien d'estar com a mínim a l'oest de Fankou, que es troba més avall. El límit occidental és també clar, ja que l'avanç de Cao Cao des de l'est el va portar a passar Baqiu (actual Yueyang (岳阳市)), a la vora del llac Dongting, i la batalla va haver de produir-se més a baix, al nord-est d'aquesta localització.
Un candidat popular per al camp de batalla és el pujol Chibi en Huangzhou, de vegades anomenat «Els Penya-segats Vermells de Su Shi (苏轼)» o els «Penya-segats Vermells literaris» (文赤壁). Aquesta conjectura es recolza en gran part en el famós poema del segle xi «Primera rapsòdia en els Penya-segats Vermells», que identifica el turó de Huangzhou amb la ubicació de camp de batalla.
D'altra banda, si les forces aliades de Sun Quan i Liu Biao van sortir de Xiakou en comptes de Fankou, com suggereix la font històrica més antiga, llavors el turó de Huangzhou podria haver estat més baix del punt de partida, una possibilitat que no pot ser conciliada amb les fonts històriques.
Puqi, ara anomenada Ciutat Chibi, és potser el candidat de major acceptació. Per diferenciar-la dels «Penya-segats Rojos de Su Shi», el lloc també és referit com a «Penya-segats Rojos militars» i es troba just davant del Iang-Tsé al seu pas per Wulin. Aquest argument va ser proposat per primera vegada a principis de la dinastia Tang, i és el lloc on hi ha gravats noms en les roques (la imatge que encapçala aquest article), suggerint que és l'autèntic enclavament de la batalla. L'origen del gravat es pot datar entre les dinasties Tang (唐朝) i Song (宋朝), per la qual cosa té almenys mil anys.
Algunes fonts esmenten com a possible localització la riba sud del riu Iang-Tsé a la ciutat-prefectura de Xianning (咸宁市), al Comtat de Jiayu (嘉鱼县). Això col·loca el camp de batalla aigües avall de Puqi, una opinió que és recolzada per estudiosos de la història de la Xina com Rafe de Crespigny, Li Wang i Dongrun Zhu sobre la base del document històric Shui Jing Zhu (Comentari sobre el clàssic de l'aigua) de la dinastia Qing (清朝).
Un altre candidat és Wuhan (武汉), a la confluència dels rius Iang-Tsé i Han i a l'est tant de Wulin com de Jiayu. És una metròpoli fruit de la unió de tres ciutats i hi ha una creença local que la batalla es va lliurar a la confluència dels rius, al sud-oest de l'antiga ciutat de Wuchang (武昌区), que ara és part de Wuhan. Zhang afirma que el camp de batalla de Chibi van ser una sèrie de pujols a Wuchang que van ser anivellades en la dècada de 1930 per utilitzar les seves pedres com a matèria primera.  Citant diversos estudis històrics-geogràfics, Zhang mostra que els relats primerencs s'ubiquen el lloc en Wuchang. En particular, el Jingzhou ji de Sheng Honzhi del segle v situa allà el camp de batalla, a uns 160 li  (80 km) riu avall de Wulin, però des dels meandres Paizhou i Luxikou es va incrementar la longitud del Iang-Tsé entre Wuli i Wuchang en aproximadament 50 km en algun moment de les dinasties Sui i Tang, per la qual cosa treballs posteriors no consideren Wuchang com un possible emplaçament.

## Relat fictici

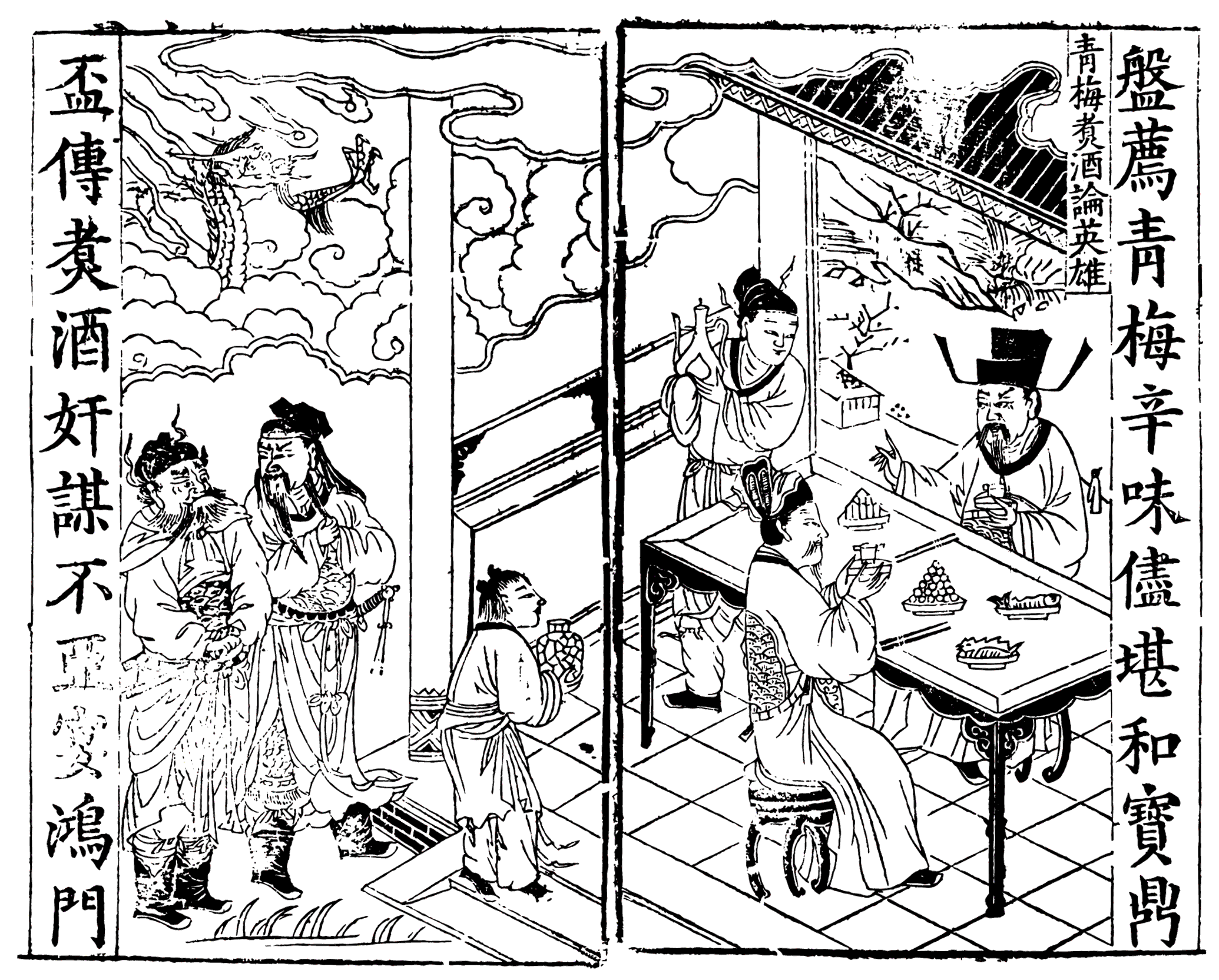
Il·lustració del llibre «Romanç dels Tres Regnes»

La tradició romàntica que es va originar amb la novel·la de Luo Guanzhong (罗贯中), el «Romanç dels Tres Regnes» (三国演义), difereix dels relats històrics en molts detalls. Per exemple, la grandària de l'exèrcit de Cao Cao va ser exagerat fins a 800.000 homes, cosa que es pot atribuir a l'esbiaixat punt de vista imperant sota el domini de la meridional dinastia Song. L'estat de Shu Han (蜀漢), en particular, va ser vist pels literats posteriors com «legítim» successor de la dinastia Han (汉朝), de manera que els relats ficticis donen més preeminència a Liu Bei, Zhuge Liang i altres herois de Shu que els relats històrics. A això s'uneix generalment la minimització de la importància dels comandants de l'est, de Wu, i dels assessors com Zhou Yu i Lu Su. Mentre que les fonts històriques descriuen a Lu Su com un assessor sensat i a Zhou Yu com un eminent cap militar i un home «generós, sensible i valent», el Romanç dels Tres Regnes presenta una mica notable Lu Su i un Zhou Yu cruel i cínic, tots dos inferiors a Zhuge Liang en tots els aspectes.
Els romanços s'afegeixen als relats històrics elements ficticis i fantàstics que es van perpetuar en representacions populars i òperes. Els exemples del Romanç dels Tres Regnes presenten un Zhuge Liang que fa servir la màgia per invocar vents favorables en l'atac dels vaixells incendiaris i la seva estratègia d'«utilitzar vaixells de palla per aconseguir fletxes» i un Guan Yu que captura i allibera a Cao Cao en la marxa de Huarong. Les cròniques fictícies també esmenten a Zhuge Liang com a comandant militar de les forces combinades, que és històricament inexacte.

## Impacte cultural
L'actual Ciutat Chibi (赤壁市) de la província de Hubei es deia Puqi (蒲圻) abans de 1998, any en què el Consell d'Estat de la República Popular de la Xina (国务院) va aprovar el nou topònim de la localitat en celebració de la Batalla dels Penya-segats Rojos. Els festivals culturals que es van celebrar van fer augmentar dramàticament el nombre de turistes.
Abans, el 1983, es va col·locar una estàtua del Su Shi (苏轼), prominent poeta de la dinastia Song (宋朝), en els «Penya-segats Rojos de Su Dongpo» en Huangzhou com a tribut als poemes del Penya-segat Vermell.

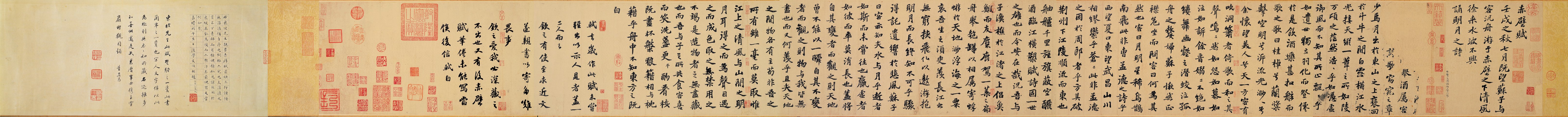
Antigua oda als Penya-segats rojos, un famós poema de Su Shi escrit durant la dinastia Song (Museu Nacional del Palau).

Més recentment els videojocs basats en l'Era dels Tres Regnes, com la sèrie Dynasty Warriors de Koei, Sangokushi Kōmeiden, Destiny of an Emperor i Kessen II, inclouen la batalla entre els seus escenaris. Altres jocs utilitzen la Batalla dels Penya-segats Rojos com a fet central, i són títols populars a Àsia com la versió original japonesa de Warriors of Fate i Dragon Throne: Battle of Red Cliffs.
El 2008 es va estrenar una gran producció cinematogràfica xinesa dirigida per John Woo (吳宇森), «El Penya-segat Roig» (赤壁), que recrea amb espectacularitat la batalla. Composta per dues parts en la seva exhibició a la Xina i per una en la seva estrena internacional, el film va donar a conèixer el llegat històric i va ser un èxit enorme de taquilla a la Xina.